# Pamela Susan Shoop
Pamela Susan Shoop (Hollywood, 7 de junio de 1948) es una actriz de cine y televisión estadounidense, recurrente en producciones del guionista Glen A. Larson.

## Carrera
Su papel más reconocido en cine fue en la película de terror de 1981 Halloween II, interpretando a Karen, una enfermera víctima del asesino Michael Myers. Apareció en el episodio piloto de la serie Knight Rider, al igual que en el piloto de la serie Magnum, P.I. Protagonizó la serie Return to Peyton Place en el papel de Allison McKinzie entre 1973 y 1974, y apareció en gran cantidad de papeles de reparto en series de televisión entre las décadas de 1970 y 1990, siendo tal su popularidad que en homenaje Cher grabó en 1991 la canción "The Shoop Shoop Song".

## Filmografía

### Cine
| Año  | Título                        | Papel           | Notas |
| ---- | ----------------------------- | --------------- | ----- |
| 1969 | Changes                       | Estudiante      | Voz   |
| 1972 | Frog Story                    | Joven           |       |
| 1977 | Empire of the Ants            | Coreen Bradford |       |
| 1978 | The One Man Jury              | Wendy Sommerset |       |
| 1981 | Halloween II                  | Karen Bailey    |       |
| 2006 | Halloween: 25 Years of Terror | Ella misma      |       |
| 2013 | The Night She Came Home!!     | Ella misma      |       |

### Televisión
| Año       | Título                          | Papel                 | Notas            |
| --------- | ------------------------------- | --------------------- | ---------------- |
| 1970      | The Interns                     | Janet Keller          | 1 episodio       |
| 1972      | Night Gallery                   | Mrs. Foster           | 1 episodio       |
| 1972      | The F.B.I.                      | Muriel Davis          | 1 episodio       |
| 1972      | The Rookies                     | Patty Lewis           | 1 episodio       |
| 1972      | Mannix                          | Jan Lachlan           | 1 episodio       |
| 1972      | The Mod Squad                   | Carol Bridgewater     | 1 episodio       |
| 1973-1974 | Return to Peyton Place          | Alison MacKenzie Tate | Papel recurrente |
| 1976      | Switch                          | Sue Zirk              | 1 episodio       |
| 1976      | Gemini Man                      | Barby                 | 1 episodio       |
| 1976      | Emergency!                      | Marcia Emerson        | 1 episodio       |
| 1976      | Wonder Woman                    | Magda                 | 1 episodio       |
| 1977      | Keeper of the Wild              | Holly James           | 1 episodio       |
| 1977      | Code R                          | Debbie Payton         | 1 episodio       |
| 1977      | 79 Park Avenue                  | Angie Harding         |                  |
| 1978      | The Incredible Hulk             | Carol Abrams          | 1 episodio       |
| 1978      | Kaz                             | Laura Colcourt        | 1 episodio       |
| 1979      | Battlestar Galactica            | IFB Interviewer       | 1 episodio       |
| 1979      | Dallas Cowboys Cheerleaders     | Betty Denton          |                  |
| 1979      | Buck Rogers in the 25th Century | Tangie                | 1 episodio       |
| 1979      | Vega$                           | Maryann Silverton     | 1 episodio       |
| 1979      | B. J. and the Bear              | Alison Spencer        | 1 episodio       |
| 1979      | CHiPs                           | Alice Piermont        | 1 episodio       |
| 1980      | Buck Rogers in the 25th Century | Tangie                | 1 episodio       |
| 1980      | Hawaii Five-O                   | Jennifer Fair         | 1 episodio       |
| 1980      | Galactica 1980                  | Dorothy Carlyle       | 1 episodio       |
| 1980      | Magnum, P.I.                    | Alice Cook            | 1 episodio       |
| 1980      | B. J. and the Bear              | Dolly Reed            | 2 episodios      |
| 1981      | Fitz and Bones                  |                       | 1 episodio       |
| 1981      | La isla de la fantasía          | Mira Dutton           | 1 episodio       |
| 1981      | CHiPs                           | Chickee               | 1 episodio       |
| 1981      | The Fall Guy                    | Rhonda Starr          | 2 episodios      |
| 1982      | Knight Rider                    | Maggie                | 1 episodio       |
| 1982      | T. J. Hooker                    | Sheila Benson         | 1 episodio       |
| 1983      | Fame                            | Nancy                 | 1 episodio       |
| 1983      | Tales of the Gold Monkey        | Brigid Harrington     | 1 episodio       |
| 1983      | The Rousters                    | Trish Callahan        |                  |
| 1984      | Masquerade                      |                       | 1 episodio       |
| 1984      | Whiz Kids                       | Marcie                | 1 episodio       |
| 1985      | I Had Three Wives               | Vicki                 | 1 episodio       |
| 1985      | Scarecrow and Mrs. King         | Carla Quite           | 1 episodio       |
| 1986      | Murder, She Wrote               | Katie McCallum        | 3 episodios      |
| 1987      | The Law and Harry McGraw        |                       | 1 episodio       |
| 1987      | Simon & Simon                   | Jenny Burgess         | 1 episodio       |
| 1988      | The Highwayman                  | Dr. Chadway           | 1 episodio       |
| 1988      | Simon & Simon                   | Beth Eastwick         | 1 episodio       |
| 1991      | Dragnet                         | Sue Cunningham        | 1 episodio       |
| 1992      | Dangerous Curves                | Stella                | 1 episodio       |
| 1996      | Kung Fu: The Legend Continues   | Jennifer Harmon       | 1 episodio       |